# Coreglia Antelminelli
Coreglia Antelminelli est une commune italienne de la province de Lucques, dans la région Toscane.

## Culture
Coreglia Antelminelli doit son nom à la longue domination de la famille Antelminelli sur le village, commencée au XIVe siècle avec le comte Francesco Castracani degli Antelminelli, un cousin germain du duc Castruccio Castracani.
- Dans l'église Santa Maria Assunta de Tereglio (frazione), un crucifix peint attribué à Bonaventura Berlinghieri et au Maître du Crucifix 434.

## Administration
| Période                                  | Période | Identité | Étiquette | Qualité |
| ---------------------------------------- | ------- | -------- | --------- | ------- |
|                                          |         |          |           |         |
| Les données manquantes sont à compléter. |         |          |           |         |

### Hameaux
Lucignana, Gromignana, Tereglio, Ghivizzano, Piano di Coreglia, Calavorno, Vitiana.

### Communes limitrophes
Abetone Cutigliano, Bagni di Lucca, Barga, Borgo a Mozzano, Fiumalbo, Gallicano, Pievepelago.